# Codex Æsinas
Il Codex Æsinas (Codex Latinus Æsinas 8 = Sigle E), o Codice Esinate, è un manoscritto miscellaneo del IX secolo con numerose aggiunte del XV secolo, scoperto per caso nel 1902 a Jesi (da cui il nome) nella biblioteca del conte Aurelio Guglielmi Balleani (1826-1908).
È uno dei manoscritti più antichi giunti fino a noi del Bellum Troianum di Ditti Cretese e dell'Agricola di Tacito, del quale, negli ultimi fascicoli quattrocenteschi, contiene anche la Germania.
Il codice, già di proprietà dei Conti Baldeschi-Balleani di Jesi, venne venduto allo Stato italiano nel giugno del 1994. Oggi è conservato presso la Biblioteca Nazionale Centrale di Roma (Cod. Vitt. Em. 1631).

## Storia

### IlCodice di Hersfeld
Nell'ottobre 1425 un monaco hersfeldense, identificato con Heinrich di Grebenstein, comunicò a Poggio Bracciolini di aver trovato nell'Abbazia di Hersfeld, importante centro umanistico medievale poco a nord di Fulda, «aliqua opera Cornelii Taciti nobis ignota». Si trattava del cosiddetto Codex Hersfeldensis ("Codice di Hersfeld"), un manoscritto miscellaneo risalente al IX secolo e comprendente la Germania e l'Agricola di Tacito con il Dialogus de oratoribus e il frammento del De grammaticis et rhetoribus di Svetonio.

### L'arrivo in Italia
Il manoscritto suscitò subito interesse da parte di umanisti e di papa Niccolò V che lo fece arrivare a Roma nel 1455 tramite Enoch d'Ascoli, già in missione in Germania, che lo portò insieme ad altri manoscritti originali.

### Smembramento
Tuttavia Niccolò V morì e la curia romana non volle più acquisire il codice. In più il nuovo papa Callisto III si dimostrò presto contrario all'umanesimo. Allora Enoch d'Ascoli lo smembrò in tre sezioni per farne delle copie e rivenderlo e ricavarvi un guadagno più cospicuo. L'ostilità della curia romana contro l'umanismo, spinse Enoch alla fine del 1457 a tornare ad Ascoli Piceno con i suoi libri. Alla morte di Enoch, l'allora governatore delle Marche (e futuro arcivescovo di Milano) Stefano Nardini tentò di ottenere il codice su incarico di Carlo De Medici, ma senza riuscirci. Lo stesso fece il cardinale di Siena Enea Silvio Bartolomeo Piccolomini, futuro papa Pio II, senza che la sua ricerca avesse successo.
Nel marzo 1460 Gioviano Pontano trascrisse per sé, nel seguente ordine e con i seguenti titoli, la parte contenente il Dialogus de oratoribus, il De origine situ moribus ac populis Germanorum e il frammento del De viris illustribus: la sua copia è ora conservata nella Biblioteca dell'Università di Leida.

### Passaggi di proprietà
La parte con il Bellum Troianum e l'Agricola giunse in possesso del notabile osimano Stefano Guarnieri, diplomatico e militare pontificio, che verosimilmente si preoccupò anche di integrarlo e di aggiungervi la Germania.
La biblioteca dei Guarnieri fu conservata dalla famiglia fino al 1793, quando Sperandia Guarnieri, ultima discendente, la spostò a Jesi, nella dimora del marito, conte Nicola Balleani.

### Riscoperta
Il codice venne riscoperto il 29 settembre 1902 nella biblioteca del conte Aurelio Guglielmi-Balleani da Marco Vattasso (1869-1925), prefetto della Biblioteca Apostolica Vaticana, che riconobbe nelle cc. 56-63 il più antico testimone dell'Agricola di Tacito e per primo ne diede comunicazione nel novembre dello stesso anno. Nel 1907 Cesare Annibaldi, professore di latino e greco al Liceo Classico Vittorio Emanuele II di Jesi, che era presente al ritrovamento, ne curò l'edizione diplomatica e critica, limitatamente all'Agricola e alla Germania.
Il nome Codex Æsinas Latinus 8 deriva dal fatto che fu ritrovato a Jesi (Æsis in latino)
Nel 1929 il codice fu messo in vendita ad un'asta di Sotheby's a Londra, ma rimase invenduto, oppure fu ritirato dalla vendita. Il 18 marzo 1933 fu notificato ai proprietari dalla Sovrintendenza Bibliografica di Bologna, per l'alto valore filologico; è noto agli studiosi come Codice Esinate.

### La seconda guerra mondiale
Durante la Seconda guerra mondiale il Codex Æsinas rischiò di ritornare in Germania. Infatti, nell'opera, gli ideologi del nazismo lessero una giustificazione delle proprie teorie sulla purezza della razza. In particolare, al capitolo IV, il manoscritto presenta la variante quamquam, al posto del limitativo tamquam, che era sentita come più consona alle idee naziste: 
L'altra lezione tamquam, meno gradita ai nazisti, introduceva un elemento limitativo: 
.
Su consiglio di Alfred Rosenberg ed Heinrich Himmler, Adolf Hitler chiese dunque il codice a Benito Mussolini, che glielo promise. Ma Mussolini, tornato in Italia, dovette scontrarsi con le fortissime resistenze degli studiosi italiani, e fu costretto a rimangiarsi la parola col dittatore tedesco.
Dopo l'Armistizio di Cassibile dell'8 settembre del 1943, lo scenario politico internazionale cambiò radicalmente, e un commando delle SS tedesche, ora esercito di occupazione in Italia, fu inviato a fare irruzione nella villa della famiglia Balleani a Fontedamo (periferia est di Jesi) alla ricerca del prezioso codice. Le SS devastarono la casa ma non trovarono nulla. Passarono poi alle altre due proprietà della famiglia Balleani, il Palazzo di Osimo (dove la famiglia si era nascosta in una cantina e riuscì a scampare alla perquisizione) e l'altra nel Palazzo Balleani di piazza Federico II a Jesi. Il codice era proprio lì, nascosto in una cassa di legno dentro un ripostiglio delle cucine, ma non fu trovato e per questo rimase a Jesi, sfuggendo alle mire dei nazisti. Prima dello scoppio della guerra il codice era stato esaminato da Rudolf Till, che nel 1943 pubblicò le fotografie delle carte contenenti l'Agricola e la Germania..

### Storia contemporanea
Negli anni Sessanta il codice fu prestato alla Biblioteca nazionale di Firenze, dove, custodito in una cassetta di sicurezza, venne gravemente danneggiato dall'alluvione del 1966. Venne subito restaurato dal Laboratorio dell'Abbazia di Grottaferrata e rilegato.
Riportato a Jesi dal conte Aurelio Baldeschi Balleani, il manoscritto, su iniziativa dei professori del Liceo Classico cittadino, venne estratto dal caveau della Banca Popolare di Ancona e portato in visione per un giorno, a marzo 1988, agli studenti. In quell'occasione venne anche fotografato dal prof. Rivio Lippi, le cui fotografie sono oggi a disposizione del Liceo.
Nel 1993, Antonio Maria Adorisio, funzionario del Ministero dei Beni Culturali impegnato nell'acquisto di un altro codice della collezione Baldeschi-Balleani, esaminò il codice di Tacito e un terzo codice con opere di Cicerone e ne propose l'acquisto da parte dello Stato. I tre manoscritti (Vitt.Em.1630, Vitt.Em.1631, Vitt.Em.1632) passarono alla Biblioteca Nazionale Centrale di Roma nel giugno 1994.

## Descrizione
Il Codice Esinate è un manoscritto del IX secolo eseguito principalmente a due mani in scrittura carolina fra l'840 e l'850 circa. Alla prima mano si deve il Bellum Troianum, alla seconda l'Agricola. Presenta le dimensioni di mm 264 x 211, con uno specchio di pagina di mm 200x132. L'impaginatura è impostata su due colonne di 30 righe. Le aggiunte eseguite nel terzo quarto del XV secolo (1451-75) presentano invece una scrittura umanistica realizzata per lo più a una sola mano, forse dal suo possessore Stefano Guarnieri che era un doctus copista.
Il manoscritto è costituito da nove fascicoli. Quelli risalenti al IX secolo cominciano con il lato pelo; quelli del XV secolo con il lato carne dei fogli pergamena.
Le parti del IX secolo hanno incipit ed explicit solenni in capitale epigrafica, a righe alterne in rosso e oro o verde. I titoli dei libri sono in onciale, in rosso e oro. Alla fine del testo, è disegnato un albero tracciato in inchiostro rosso; letterine rubricate. 
Le parti aggiunte nel XV secolo riprendono quelle alto-medievali, con titoli rubricati a righe alterne in rosso e nero e letterine rubricate.

### Fascicolazione
Il manoscritto è costituito da 9 fascicoli, con molte carte aggiunte o riscritte nel XV secolo:
- I: bifolio del XV secolo (cc. 1-2);
- II: quaternione (cc. 3-10) costituito da un binione del XV secolo (cc. 3-4, 9-10) in cui è inserito un binione del IX secolo (cc. 5-8);
- III-VII: quaternioni del IX secolo (cc. 11-50);
- VIII: fascicolo di 18 carte (cc. 51-69) costituito da un quinione del XV secolo (cc. 51-55, 64-68) in cui è inserito un quaternione del IX secolo (cc. 56-63);
- IX: quaternione del XV secolo (cc. 69-76)[1].

## Edizioni
- Cesare Annibaldi (a cura di), L'Agricola e la Germania di Cornelio Tacito nel ms. latino n. 8 della biblioteca del conte G. Balleani in Iesi, Città di Castello, Tipografia della casa editrice S. Lapi, 1907.
- Cesare Annibaldi (a cura di), La Germania di Cornelio Tacito nel ms. latino n. 8 della biblioteca del conte G. Balleani in Jesi, Edizione diplomatica-critica, Leipzig, Otto Harrassowitz, 1910.